# Фіордаліса Кофіль
Фіордаліса Кофіль (27 жовтня 2000 ) — домініканська легкоатлетка, що спеціалізується на бігу на короткі дистанції, чемпіонка світу.

## Кар'єра
| Рік                                  | Змагання                             | Місце проведення                     | Місце                                | Дисципліна                           | Результат                            | Примітки                             |
| Представник Домініканська Республіка | Представник Домініканська Республіка | Представник Домініканська Республіка | Представник Домініканська Республіка | Представник Домініканська Республіка | Представник Домініканська Республіка | Представник Домініканська Республіка |
| ------------------------------------ | ------------------------------------ | ------------------------------------ | ------------------------------------ | ------------------------------------ | ------------------------------------ | ------------------------------------ |
| 2022                                 | Чемпіонат світу                      | Юджин, США                           | 6                                    | біг на 400 метрів                    | 50.57                                |                                      |
| 2022                                 | Чемпіонат світу                      | Юджин, США                           | 1                                    | естафета 4×400 метрів, мікст         | 3:09.82                              | WL NR                                |